# 中央アフリカ共和国の首相一覧
中央アフリカ共和国の首相の一覧（ちゅうおうあふりかきょうわこくのしゅしょうのいちらん、英：List of heads of government of the Central African Republi）は、中央アフリカ共和国の首相をまとめたものである。
| 氏名                                        | 氏名                                        | 在職期間                                    | 日数                                        |
| 中央アフリカ共和国 (フランス共同体内の自治) | 中央アフリカ共和国 (フランス共同体内の自治) | 中央アフリカ共和国 (フランス共同体内の自治) | 中央アフリカ共和国 (フランス共同体内の自治) |
| ------------------------------------------- | ------------------------------------------- | ------------------------------------------- | ------------------------------------------- |
| バルテルミー・ボガンダ                      |                                             | 1958年12月8日- 1959年3月29日                | 111日                                       |
| アベル・グンバ                              |                                             | 1959年3月30日- 4月30日                      | 31日                                        |
| ダヴィド・ダッコ                            |                                             | 1959年5月1日- 1960年8月13日                 | 1年104日                                    |
| 中央アフリカ共和国 (独立)                   |                                             |                                             |                                             |
| ダヴィド・ダッコ                            |                                             | 1960年8月13日- 8月14日                      | 1日                                         |
| ポスト廃止（1960年8月14日～1975年1月1日）   |                                             |                                             |                                             |
| エリザベス・ドミティアン                    |                                             | 1975年1月2日- 1976年4月7日                  | 1年96日                                     |
| 空席 (1976年4月8日–1976年9月4日)            |                                             |                                             |                                             |
| アンジュ＝フェリクス・パタセ                |                                             | 1976年9月5日- 12月3日                       | 89日                                        |
| 中央アフリカ帝国                            |                                             |                                             |                                             |
| アンジュ＝フェリクス・パタセ                |                                             | 1976年12月8日- 1978年7月14日                | 1年218日                                    |
| アンリ・マイドゥ                            |                                             | 1978年7月14日- 1979年9月21日                | 1年69日                                     |
| 中央アフリカ共和国                          |                                             |                                             |                                             |
| アンリ・マイドゥ                            |                                             | 1979年9月21日- 9月26日                      | 5日                                         |
| バーナード・アアンドー                      |                                             | 1979年9月26日- 1980年8月22日                | 331日                                       |
| 空席（1980年8月23日～1980年11月11日）       |                                             |                                             |                                             |
| ジャン・ピエール・ルブーダー                |                                             | 1980年11月12日- 1981年4月4日                | 143日                                       |
| サイモン・ナルシス・ボザンガ                |                                             | 1981年4月4日- 9月1日                        | 150日                                       |
| ポスト廃止（1981年9月2日～1991年3月14日）   |                                             |                                             |                                             |
| エドワード・フランク                        |                                             | 1991年3月15日- 1992年12月4日                | 1年264日                                    |
| ティモシー・マレンドーマ                    |                                             | 1992年12月4日- 1993年2月26日                | 84日                                        |
| イーノック・デラント・ラクーエ              |                                             | 1993年2月26日- 10月25日                     | 241日                                       |
| ジャン＝リュック・マンダバ                  |                                             | 1993年10月25日- 1995年4月12日               | 1年169日                                    |
| ガブリエル・コヤンブーノウ                  |                                             | 1995年4月12日- 1996年6月6日                 | 1年55日                                     |
| ジャン＝ポール・ヌグパンデ                  |                                             | 1996年6月6日- 1997年1月30日                 | 238日                                       |
| ミシェル・グベゼラブリア                    |                                             | 1997年1月30日- 1999年1月4日                 | 1年339日                                    |
| アニセ＝ジョルジュ・ドログル                |                                             | 1999年1月4日- 2001年4月1日                  | 2年87日                                     |
| マルティン・ジゲーレ                        |                                             | 2001年4月1日- 2003年3月15日                 | 1年348日                                    |
| アベル・グンバ                              |                                             | 2003年3月23日- 12月11日                     | 263日                                       |
| セレスティン・ガオンバレ                    |                                             | 2003年12月12日 -2005年6月11日               | 1年181日                                    |
| エリー・ドーテ                              |                                             | 2005年6月13日- 2008年1月18日                | 2年219日                                    |
| フォースタン＝アルシャンジュ・トゥアデラ    |                                             | 2008年1月22日- 2013年1月17日                | 4年361日                                    |
| ニコラス・シャンゲ                          |                                             | 2013年1月7日- 2014年1月10日                 | 358日                                       |
| アンドレ・ンザパエク                        |                                             | 2014年1月25日- 8月10日                      | 197日                                       |
| マハマ・カムン                              |                                             | 2014年8月10日- 2016年4月2日                 | 1年236日                                    |
| シンプリス・サランジ                        |                                             | 2016年4月2日- 2019年2月27日                 | 2年331日                                    |
| フィルミン・グレバダ                        |                                             | 2019年2月27日- 2021年6月15日                | 2年108日                                    |
| アンリ＝マリ・ドンドラ                      |                                             | 2021年6月15日- 2022年2月7日                 | 237日                                       |
| フェリックス・モルア                        |                                             | 2022年2月7日- 現職                          |                                             |